# Карољ Чапо
Карољ Чапо (мађ. Csapó Károly; Ађагошсергењ, 23. фебруар 1952) бивши је професионални фудбалер који играо на позицији везног играча за мађарски прволигашки клуб Татабања, затим француске клубове Тулуза и  Гренобл и  био је  мађарски фудбалски репрезентативац. Учествовао је на светским првенствима у фудбалу 1978. и 1982. године где је на оба првенства Мађарска елиминисана у првом колу.

## Каријера

### Клуб
Чапо је своју фудбалску каријеру започео у Татабањи. У сезонама 1981/82. и 1987/88. био је организатор игре рударске екипе која је освојила друго и треће место на прволигашкој табели Мађарског првенства. Једна од светлих тачака каријере му је победнички гол против Реал Мадрида који је постигао из слободног ударца 16. септембра 1981. пред пуним стадионом у првој групној фази Купа УЕФА. 
Са 30 година потписао је уговор у иностранству где је играо за француске клубове Тулуза и Гренобл. Вратио се у Татабању после четири године као професионалац у Француској. Каријеру у НБ1 завршио је 1990. године.

### Репрезентација
За репрезентацију Мађарске наступио је 19 пута између 1974. и 1986. године. Био је члан је репрезентација на Светским првенствима у Аргентини 1978. и Шпанији 1982. године. Свој једини гол за репрезентацију постигао је у уводној утакмици против Аргентине (1 : 2) на Светском првенству 1978.

### Тренер
У периоду после завршене играчке каријере био је члан тренерског тима Татабање а у лето 2013. године постаје члан надзорног одбора ФК Татабања.